# Верман, Кристиан Генрих
Кристиан Генрих фон Верман (рус. Христиан Иванович фон Верман, нем. Christian Heinrich von Wöhrmann (Unternehmer), 16/28 ноября 1814, Рига, Лифляндская губерния Российской империи — 25 марта 1874, Ментона, Лазурный берег Франции) — балтийско-немецкий промышленник, один из основателей машиностроения в Лифляндии, получивший баронский титул и потомственное дворянство. Сын Иоганна Кристофа Вермана и внук Кристиана Генриха (I, 1737—1813), и Анны Гертруды Верман (1750—1827), продолжатель семейного дела и традиций благотворительности в Риге.

## Биография
Кристиан Генрих был сыном выходца из рижской купеческо-промышленной династии Иоганна Кристофа Вермана и его жены Цецилии Вильгельмины, урожденной Кульман, привезённой его отцом из Любека. Как и отец, он получил образование в Любеке, в школе Катаринеум.
Вернувшись в Ригу, он начал работать учеником в магазине семейной фирмы «Верман и сын (Wöhrmann & Sohn)». После завершения обучения он уехал на несколько лет за границу, чтобы расширить свои коммерческие знания. Он вернулся в Ригу и после смерти своего отца в августе 1843 года самостоятельно принял на себя управление компанией, которая уже при его отце стала крупной промышленной фирмой.
Из промышленных предприятий он больше всего занимался суконной фабрикой, основанной его отцом в поместье Цинтенхоф близ Пернау. Он увеличил производство вдвое и нанял здесь до 2000 рабочих. Фабрика предоставляла рабочим бесплатное жилье и приусадебные участки для личного пользования. Верман также основал больницу на 40-50 коек, благотворительный фонд и три начальные школы для детей немецкой, эстонской и русской национальностей, учителя которых оплачивались фабрикой. В Цинтенхофе Верман также владел большим имением.
В поместье Мюленгоф (Zēmunda muiža) в предместье Риги «Александровские высоты» Кристиан Генрих основал чугунолитейный и машиностроительный заводы. Помимо машин для обработки ткани для суконной фабрики в Цинтенхофе, она также производила сельскохозяйственное оборудование.
В Риге продолжала работать реконструированная и приобретённая его отцом паровая лесопилка, где после произошедшего в 1852 году расширения работало около 500 рабочих. Оборот предприятия достиг 150 тысяч рублей в год.
Кристиан Генрих, как и его предки, состоял членом Братства Черноголовых, унаследовал позицию отца в Комитете Рижской фондовой биржи в марте 1844 года и был ее вице-президентом с марта 1846 по 1849 год.
После смерти отца он также стал генеральным консулом сначала Пруссии, заняв это место по наследству. Затем он представлял в Риге Северогерманскую Конфедерациию, а с 1871 г. — Германскую империю, охватывая Лифляндскую и Курляндскую губернии. Он также временно отвечал за управление австрийским консульством. В 1870 году, во время Франко-Прусской войны, он основал ассоциацию поддержки раненых прусских солдат.
Он любил искусство, лично подружился с Генрихом Гейне и оставил после себя обширную коллекцию живописи, гравюр на меди и графики старых и новых мастеров.
Страдая хроническим заболеванием лёгких, Кристиан Генрих выезжал на лечение на Средиземное море. Умер скоропостижно в Ментоне в результате лёгочного приступа. Мраморная доска в Вермановской капелле Мариенкирхе Любека увековечивает его память.
Ещё при жизни лютеранин Верман, женатый на православной Варваре Павловне Купреяновой, пожелал быть похороненным вместе со своей семьёй — двумя сыновьями и дочерью, умершими в детском и подростковом возрасте. Для этого он соорудил на православном Покровском кладбище часовню со склепом под ней. Там и был похоронен Кристиан Генрих. На прощание с ним приехали из Эстляндии 500 рабочих его фабрики. В 1937 году часовню реконструировали по проекту художника Ратфельдера, однако с тех пор ремонта в здании не было и оно находится в аварийном состоянии.
Теперь около часовни погребены слуги Верманов: английская няня Елизавета Кинг и другие.

## Награды
- Орден Святого Станислава 2-й степени с короной.
- Орден Святой Анны 2-й степени.
- Орден Прусского Красного Орла III степени с лентой.
- Орден Прусской короны 3-й степени с красным крестом на белом поле.
- Командорский крест австрийского ордена Императора Франца Иосифа.

## Дворянское достоинство
В 1849 году потомственный почётный гражданин, купец 1-й гильдии Кристиан Генрих Вернер Верман получил потомственное дворянство Российской империи по ходатайству своего тестя, Павла Яковлевича Купреянова. В 1859 году Кристиан Генрих получил диплом о присвоении ему дворянства Саксен-Кобург-Готского двора, а с 1860 года он мог носить титул барона.

## Дома
В 1850 году Христиан Иванович приобрёл старинное поместье площадью 1,1 га участок в Торенсберге, где устроил летнюю резиденцию, окружённую парком с прудами и дорожками, а также теплицами. Это здание с террасой, открывающей вид на башни старого города не уцелело, а парк сохранился, он называется «Аркадия».
После сноса городских укреплений в 1857 году Верман также приобрёл участок на центральной Александровской улице, на пересечении с Елизаветинской, где был построен дом в стиле неоренессанс с симметричным фасадом с тремя ризалитами, украшенными только карнизами и сандриками. Главный вход закрывал кованый козырёк, изготовленный на фабрике Вермана. В здании затем располагались штаб-квартира рижского завода «Проводник», кабаре «Дансинг палас», «Лотто клуб», молочный ресторан. В 1967 году особняк Верманов снесли, чтобы на этой площадке построить гостиницу «Латвия».

## Семья
12 апреля 1844 г. Кристиан Генрих женился на Варваре Павловне Купреяновой, единственной дочери генерала Павла Яковлевича Купреянова. После смерти супруга она покинула Ригу и остаток дней провела в своём имении Мариуполь Симбирской губернии.

### Дети
- Павел Христианович фон Верман (род. 11.02.1845, ум. 14.02.1865).
- Дочь Мария Христиановна (род. 10.05.1846, Рига) вышла замуж за Альфреда Армитстеда[1].
- Дочь Сесиль (род. 10.06.1849).
- Сын Иван Христианович фон Купреянов-Верман (род. 02.10.1850, ум. 1893), камер-юнкер, коллежский асессор, состоящий при Министерстве народного просвещения, почётный мировой судья Рижско-Вольмарского уезда. Согласно завещанию его отца, должен был все предприятия «Верман и Сын» ликвидировать или продать. Однако сделал это он не сразу, а неприятности подорвали надежду сделать это с выгодой. В 1881 году сгорел принадлежавший компании пароход «Верман», через год пожаром была практически уничтожена паровая лесопилка. Стала убыточной фабрика в Цинтенгофе. В 1888 году «Верман и Сын» был объявлен банкротом, в 1889 году компания прекратила существование, было продано имущество семьи в Лифляндии[1]. Сам Иван Христианович в это время путешествовал по северу Африки, ближней и средней Азии, посетил Японию. Вернувшись в Ригу, поселился в родительском особняке на Александровской улице. Он пытался сохранить чугунный завод и фабрику в Цинтенгофе, но более опытные компаньоны обманули его. Он скоропостижно скончался в 1893 году в возрасте 43 лет. Его вдова, София Петровна, урождённая княгиня Урусова, передала в городской музей портреты Анны Верман и её сына Иоганна Фридриха, а затем вышла замуж за эстляндского генерал-губернатора Алексея фон Бельгарда[1].
- Дочь Зинаида Христиановна (род. 07.08.1854, ум. хх.02.1917, Симбирск). Муж: барон Павел Альбертович (Пауль Альберт Ульрих Карл) фон Шлиппенбах (Paul Albert Ulrich Carl von Schlippenbach; род. 10.01.1836, Митава, ум. 02.02.1915, Туккум, Курляндская губ.).
- Дочь Александра Христиановна была замужем за Дмитрием Николаевичем Гнедичем, служила при русском дворе и написала мемуары «Russian Court memoirs 1914—1916», напечатанные в Лондоне на английском языке. После революции 1917 года жила в Риге, как и её сестра,
- Ольга Христиановна Каменская[5].